# Örtofta
Örtofta est une localité de la commune de Eslöv en Suède. Elle est située sur la ligne de chemin de fer Södra stambanan.